# Іпполіт ван ден Босх
Іпполіт Герард ван ден Босх (нід. Hypoliet Geraard van den Bosch), або просто Полі (нід. Poly, 30 квітня 1926, Брюссель — 1 грудня 2011) — бельгійський футболіст, що грав на позиції півзахисника, зокрема, за «Андерлехт», а також національну збірну Бельгії. По завершенні ігрової кар'єри — тренер.
Чотириразовий чемпіон Бельгії. Володар Кубка Бельгії (як тренер).

## Клубна кар'єра
У футболі дебютував 1943 року виступами за команду «Андерлехт», в якій провів п'ять сезонів. За цей час виборов титул чемпіона Бельгії.
Протягом 1948—1953 років захищав кольори команди клубу «Роял Вайт Стар».
Своєю грою за останню команду знову привернув увагу представників тренерського штабу клубу «Андерлехт», до складу якого повернувся 1953 року. Цього разу відіграв за команду з Андерлехта наступні п'ять сезонів своєї ігрової кар'єри. За цей час додав до переліку своїх трофеїв ще три титули чемпіона Бельгії.
Протягом 1958—1961 років захищав кольори команди «Ендрахт».
Завершив професійну ігрову кар'єру у клубі «Ізегем», за команду якого виступав протягом 1962—1963 років.

## Виступи за збірну
1953 року дебютував в офіційних матчах у складі національної збірної Бельгії. Протягом кар'єри у національній команді провів у її формі 8 матчів, забивши 3 голи.
У складі збірної був учасником чемпіонату світу 1954 року у Швейцарії, де зіграв з Італією (1-4).

## Кар'єра тренера
Розпочав тренерську кар'єру, повернувшись до футболу після невеликої перерви, 1972 року, очоливши тренерський штаб клубу «Андерлехт».
З 1973 по 1975 рік очолював тренерський штаб клубу «Олімпік» (Шарлеруа).
Останнім місцем тренерської роботи була збірна Венесуели, головним тренером якої Іпполіт ван ден Босх був з 1986 по 1989 рік.
Помер 1 грудня 2011 року на 86-му році життя.

## Титули і досягнення

### Як гравця
- Чемпіон Бельгії (4):

«Андерлехт»: 1946—1947, 1953—1954, 1954—1955, 1955—1956
- Найкращий бомбардир Ліги Жупіле (1): 1953—1954

### Як тренера
- Володар Кубка Бельгії (1):

«Андерлехт»: 1972—1973
- Володар Кубка бельгійської ліги (1):

«Андерлехт»: 1973